# V837 Геркулеса
V837 Геркулеса (лат. V837 Herculis) — одиночная переменная звезда в созвездии Геркулеса на расстоянии (вычисленном из значения параллакса) приблизительно 2318 световых лет (около 711 парсек) от Солнца. Видимая звёздная величина звезды — от +1,3m до +0,2m.
Зарегистрировано излучение H2O-, и SiO-мазера*.

## Характеристики
V837 Геркулеса — красный гигант, пульсирующая переменная звезда, мирида (M) спектрального класса M7, или M8III. Радиус — около 291 солнечных, светимость — около 10000 солнечных. Эффективная температура — около 3157 K*.